# Brühlsche Universitätsdruckerei

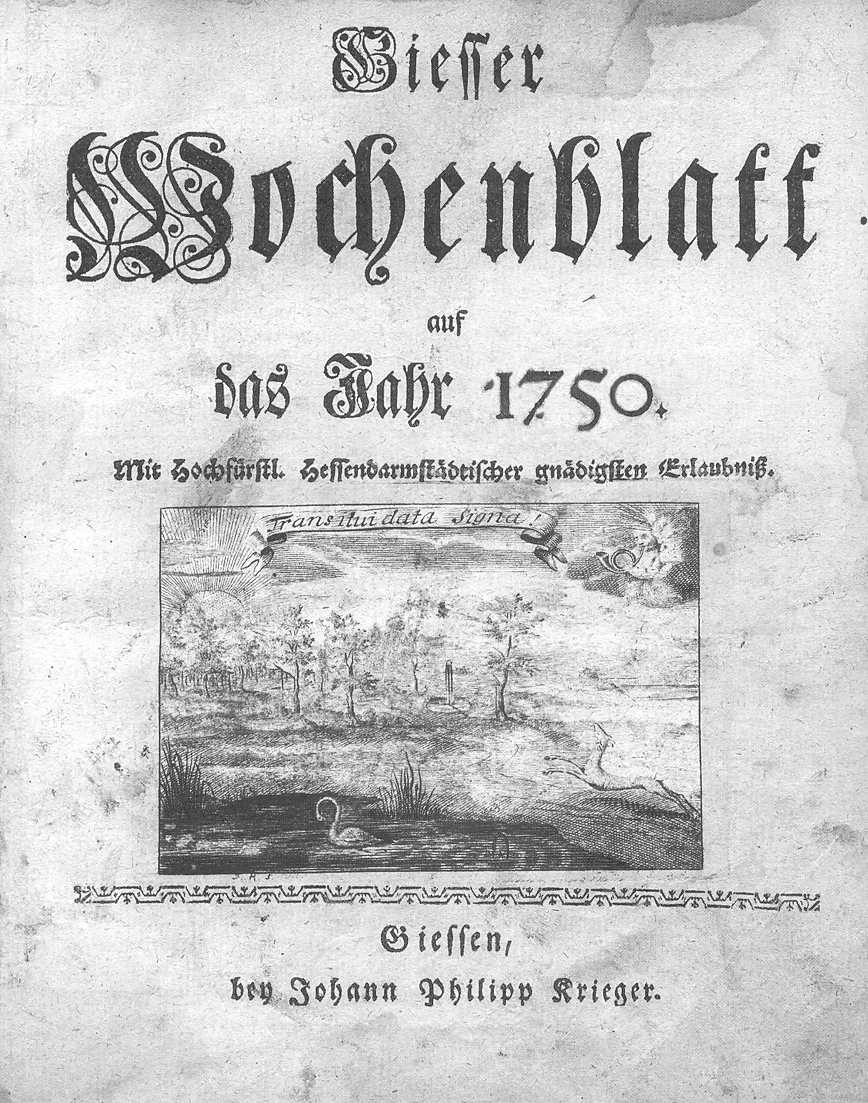
Titelseite des Ankündigungstextes für das Gießener Wochenblatt

Die Gründung der Brühlschen Universitätsdruckerei geht auf das Jahr 1750 zurück. Als Giesser Wochen-Blatt stellte Johann Philipp Krieger die Zeitung dem „geneigten Leser“ vor. Die Zeitung wurde im gleichen Jahr wieder eingestellt und 1764 neu gegründet. Der Vorläufer des heutigen Gießener Anzeigers ist damit die weltweit elftälteste noch heute bestehende Zeitung.
1829 übernahm der Buch- und Steindrucker Georg Daniel Brühl Druck und Redaktion des Blattes. 1834 gründete er die Brühlsche Buch- und Steindruckerei. Von jetzt an blieben die Geschicke des Unternehmens bis heute mit dem Namen Brühl verbunden. Anfang des 20. Jahrhunderts hielten damals hochmoderne Typographmaschinen, eine 16-seitige Zeitungsrotationsmaschine, Schnell- und Tiegeldruckmaschinen und eine Illustrationsmaschine Einzug. 1943 wurde der Gießener Anzeiger verboten, 1944 und 1945 wurde das Druckhaus durch Bomben völlig zerstört. Doch Druckerei und Verlag erholten sich wirtschaftlich rasch und nach Aufhebung des Lizenzzwanges erschien 1949 wieder der Gießener Anzeiger.
Bedingt durch die Nähe der Universitäten Gießen und Marburg war die Brühlsche europaweit eines der wenigen Druckhäuser, die den wissenschaftlichen Formelsatz beherrschten. Ende der 60er Jahre kam eine der ersten Rollenoffsetmaschinen Deutschlands hinzu und es erfolgte die Umstellung vom Bleisatz auf computergesteuerten Satz und der Ausbau zur Großbuchbinderei. 1997 erhielt Brühl als erste deutsche Druckerei die FSC-Zertifizierung. Es wurde ein Ökozirkel eingerichtet und der kontinuierliche Verbesserungsprozess begann.
2003 wurde das Unternehmen in zwei rechtlich unabhängige Firmen getrennt. Die Druckerei firmierte von nun an als Brühlsche Universitätsdruckerei und der Zeitungsverlag als Gießener Anzeiger Verlags GmbH & Co KG. Geschäftsführer beider Unternehmen war Wolfgang Maaß, seit 2002 Präsident der IHK Gießen-Friedberg.
Die Druckerei meldete 2021 aufgrund der längerfristigen Veränderung des Marktumfelds und Einflüssen durch die Corona-Pandemie Insolvenz an und wurde geschlossen.

## Umweltengagement
In der Tradition der Brühlschen Universitätsdruckerei war das Bemühen um einen schonenden Umgang mit der Umwelt verankert. Die Brühlsche war Gründungsmitglied der Hessischen Umwelt-Allianz und besaß darüber hinaus folgende Zertifikate:
- FSC System zur Zertifizierung nachhaltiger Forstwirtschaft
- Zertifizierungssystem für nachhaltige Waldbewirtschaftung PEFC
- Blauer Engel